# Rosalynn Carterová
Eleanor Rosalynn Smithová Carterová (18. srpna 1927 Plains, Georgie – 19. listopadu 2023 Plains, Georgie) byla žena 39. prezidenta USA Jimmyho Cartera a v letech 1977–1981 vykonávala funkci první dámy USA.
Narodila se v rodině Wilburna Edgara Smithe a jeho ženy Francis Allethey („Allie“) Murrayové Smithové. Od základní školy byla aktivní, ráda veřejně vystupovala. Vystudovala Georgia Southwestern State University v americkém městě Americus.
7. července 1946 se vdala za Jimmyho Cartera. Manželé Carterovi měli jednu dceru Amy Lynn Carter (1967) a 3 syny: Johna Williama „Jacka“ (1947), Jamese Earla „Chipa“ (1950) a Donnela Jeffreyho „Jeffa“ (1952). Mezi manželi bylo rovné partnerství. Díky manželovi procestovala celé Spojené státy. Po smrti Carterova otce se rodina vrátila do Plains na statek.
Od roku 1963 se její manžel začal politicky angažovat, ona pracovala na jeho volební kampani, zabývala se hlavně stykem s veřejností. Během manželova působení jako guvernér spolupracovala na programu pro duševně nemocné.

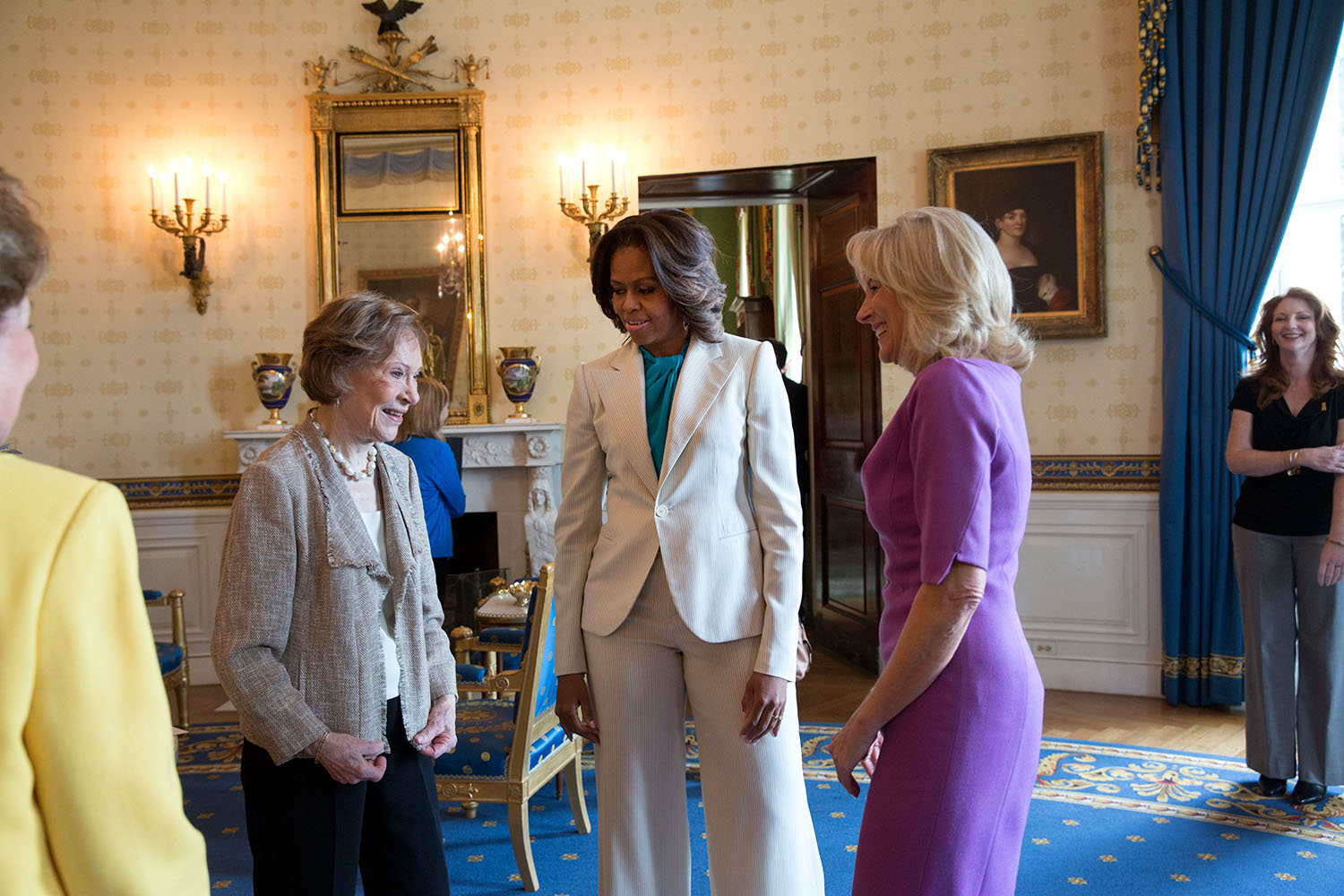
Carterová s Michelle Obamovou a Jill Bidenovou v roce 2014.

Roku 1977 se stal její muž prezidentem, ona se účastnila většiny zasedání kabinetu, radila mu. Mezi své priority počítala prosazování zájmů starších lidí, rasovou otázku. Díky své dobré španělštině se angažovala v Latinské Americe. Podnikla velkou zahraniční cestu bez účasti prezidenta, kde prezentovala postoje své země. Díky své práci dokázala zvýšit význam prvních dam, což bylo velmi kladně hodnoceno ve veřejných průzkumech. V roce 1979 se angažovala v utečeneckých táborech v Thajsku a Kambodži. Spolu s manželem prosadila zaměstnávání menšin (Afroameričané, Hispánci, ženy) ve federálních úřadech. Prosazovala rovnost žen a mužů a snažila se propagovat ochranu životního prostředí.
Po odchodu z Bílého domu se zabývala dobročinností, například usilovala o zlepšení dostupnosti bydlení nebo lepší péči o duševní zdraví.
V květnu 2023 jí byla diagnostikována demence. Dne 17. listopadu 2023 byla Carterová přijata do domácí hospicové péče a o dva dny později, dne 19. listopadu 2023, zemřela stářím ve svém domě v Plains v Georgii.